# White Cloud Mountains
White Cloud Mountains je menší pohoří v centrálním Idahu, v Custer County, ve Spojených státech amerických.
White Cloud Mountains je součástí severních amerických Skalnatých hor. Nejvyšší horou je Castle Peak (3 603 m).
Pohoří se nachází na území Challis National Forest a Sawtooth National Recreation Area přibližně 140 kilometrů severovýchodně od města Boise. Rozkládá se ze severozápadu na jihovýchod v délce okolo 18 kilometrů. V okolí leží na západě Sawtooth Range, na jihu až jihovýchodě Boulder Mountains, na severu Salmon River Mountains.
Hlavními horninami pohoří jsou sedimenty z období paleozoika a vulkanické a intruzivní horniny z období eocénu.